# Collien Fernandes

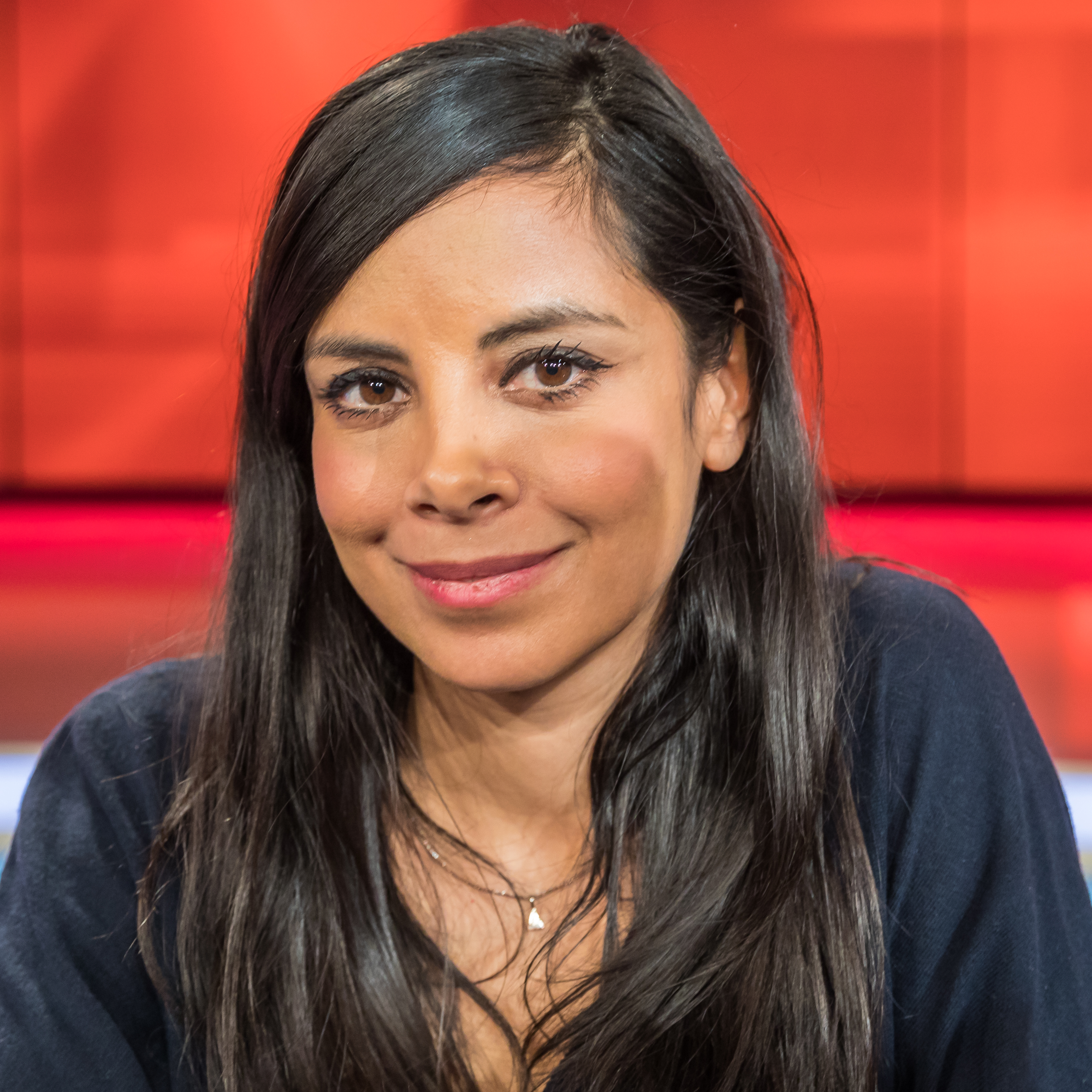
Collien Fernandes (2019)

Collien Fernandes (ur. 26 września 1981 roku w Hamburgu) – niemiecka prezenterka telewizyjna i aktorka. Od 2003 roku pracuje w niemieckiej telewizji VIVA, gdzie prowadzi programy Special Charts, Straßencharts, VIP Charts i VIVA Top 100.

## Życiorys
Ojciec Collien jest Indo-Portugalczykiem z Goa, a matka jest Węgierką. Ma młodszą siostrę Elaine. W przeszłości Collien była wokalistką zespołu Suco e Sol.

## Filmografia
- 1995: Verbotene Liebe jako Inga
- 2004: Snowfever jako Sam
- 2004: Noc żywych kretynów jako Rebecca
- 2004: Bez limitu prędkości (Autobahnraser) jako Nina

## Gościnnie
- 2005: LiebesLeben jako Tanja
- 2005: Bis in die Spitzen jako Xenia